# Mučedníci z Casamari
Mučedníci z Casamari jsou skupinou šesti cisterciáckých mnichů (čtyři Francouzi, jeden Ital a jeden Čech) zabitých francouzskými vojáky v květnu roku 1799 v klášteře Casamari v italském Veroli. Katolická církev je uctívá jako blahoslavené mučedníky.

## Události

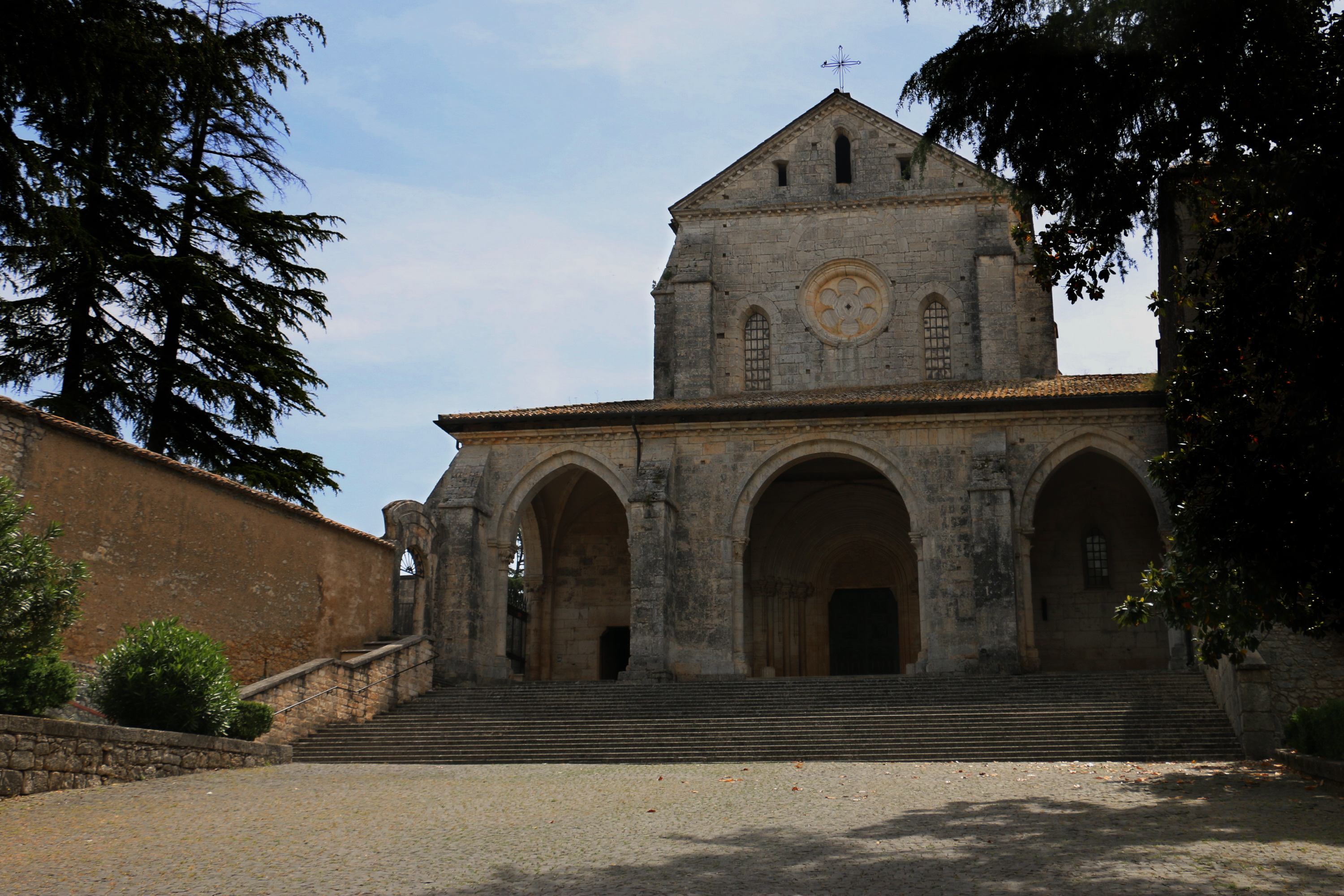
Kostel kláštera Casamari ve Veroli, ve kterém došlo k vraždě

Během francouzské okupace Itálie roku 1799 obsadila francouzská vojska Neapolské království. Po vydrancování jiných klášterů vtrhla francouzská vojska 13. května téhož roku krátce před modlitbou kompletáře i do kláštera Casamari. Většina mnichů a dalších věřících klášter již předem opustila poté, co se dozvěděla o drancování francouzskou armádou. Šest mnichů včetně převora se však i přes nebezpečí rozhodlo zůstat. Po příchodu vojáků ke klášteru se je mniši snažili přátelsky přivítat. Vojáci však začali krást cenné předměty, jako např. ciboria a kalichy a znesvěcovat eucharistii ve svatostánku. Mniši, kteří chtěli bránit eucharistii před znesvěcením a posbírat popadané hostie byli zabiti, nebo zraněni bajonety a šavlemi. Někteří zemřeli hned a jiní na následky zranění další dny, kdy poslední zemřel 16. května.

## Seznam mučedníků
- bl. Siméon Cardon, O.Cist. (* 13. března 1759, Cambrai), převor kláštera, řeholní kněz původem z Francie (zemřel na následky zranění 14. května 1799)

- bl. Dominik Maria Zavřel, O.Cist. (* květen 1725, Chodov), řeholní kněz původem z Čech, dříve dominikán (zabit 13. května 1799)

- bl. Albertino Maria Maisonade, O.Cist. (* 18. století, Bordeaux), laický bratr původem z Francie (zabit 13. května 1799)

- bl. Zosimo Maria Brambat O.Cist. (* 18. století, Milán), laický bratr původem z Itálie (zemřel na následky zranění 16. května 1799)
- bl. Modeste Maria Burgen, O.Cist. (* 18. století, Burgundsko), laický bratr původem z Francie, dříve trapista (zabit 13. května 1799)

- bl. Maturino Maria Pitri, O.Cist. (* 18. století, Fontainebleau), laický bratr původem z Francie (zabit 13. května 1799)

## Úcta
Jejich beatifikační proces započal roku 2015. Dne 26. května 2020 podepsal papež František dekret o jejich mučednictví.
Blahořečeni pak byli dne 17. dubna 2021 v klášteře Casamari ve Veroli. Obřadu předsedal jménem papeže Františka kardinál Marcello Semeraro.
Jejich památka je připomínána 13. května. Bývají zobrazováni v řeholních oděvech s palmovou ratoletí (symbolem mučedníků).